# 誰がために鐘は鳴る (アルバム)
『誰がために鐘は鳴る』（たがためにかねはなる）は、1990年6月21日に発表された浜田省吾の12枚目のアルバム。英題は『FOR WHOM THE BELL TOLLS』。

## 制作
前作『FATHER'S SON』から2年3ヶ月ぶりとなるオリジナル・アルバムで、前作までのアルバムと違い、特にコンセプトは設定されていないが、精神的にダウンしていた状態を乗り越えて制作された作品だけに「生と死」や「救済」というテーマが滲み出ている。浜田は本作に関して「一人前になりかけている。“俺の音楽を聴いてくれ”とちゃんと言えるアルバムになった」と語っている。
タイトルは作家のヘミングウェイの作品名が由来である（浜田の作品にはアメリカの作家の作品名を引用するケースが多い）。そのヘミングウェイの姿は1曲目「MY OLD 50'S GUITAR」の歌詞にも引用されている。

## 音楽性
極力シンセサイザーなどに頼らず、ミュージシャンのテクニックのみで制作された。アルバム全体のアレンジはキーボードの梁邦彦が担当した。

## 再発盤
1999年にリミックス、リマスタリングされ再発された際に、ジャケットに表記されたタイトルが日本語から英題に変更されている。

## 記録
アルバム発売に先駆けて先行シングルの発売もタイアップも付かなかったが、オリコン最高2位を記録し、最終的に50万枚以上を売り上げた。
1996年時点での累計売上は810,149枚。

## 収録曲
| 全作詞・作曲: 浜田省吾、全編曲: 梁邦彦 with The Band。 |                                                      |          |            |      |
| #                                                      | タイトル                                             | 作詞     | 作曲・編曲 | 時間 |
| 1.                                                     | 「MY OLD 50'S GUITAR」                               | 浜田省吾 | 浜田省吾   | 4:58 |
| 2.                                                     | 「BASEBALL KID'S ROCK」                              | 浜田省吾 | 浜田省吾   | 4:46 |
| 3.                                                     | 「少年の心」((YOU REMIND ME OF A) BOY'S HEART)       | 浜田省吾 | 浜田省吾   | 6:43 |
| 4.                                                     | 「青の時間」(BLUE ON THE HIGHWAY)                    | 浜田省吾 | 浜田省吾   | 3:46 |
| 5.                                                     | 「サイドシートの影」(MY OWN SHADOW)                  | 浜田省吾 | 浜田省吾   | 5:11 |
| 6.                                                     | 「恋は賭け事」(I'M NOT SAINT (AND YOU'RE NOT ANGEL)) | 浜田省吾 | 浜田省吾   | 4:33 |
| 7.                                                     | 「夜は優し」(KISS ME BABY)                           | 浜田省吾 | 浜田省吾   | 4:11 |
| 8.                                                     | 「SAME OLD ROCK'N ROLL」                             | 浜田省吾 | 浜田省吾   | 4:31 |
| 9.                                                     | 「太陽の下へ」(UNDER THE SUN)                        | 浜田省吾 | 浜田省吾   | 6:41 |
| 10.                                                    | 「詩人の鐘」(THE BELL TOLLS FOR THEE)                | 浜田省吾 | 浜田省吾   | 5:43 |
| 11.                                                    | 「夏の終り」(THE END OF SUMMER)                      | 浜田省吾 | 浜田省吾   | 6:46 |
| 合計時間:                                              | 合計時間:                                            | 57:49    |            |      |

## 楽曲解説
1. MY OLD 50'S GUITAR
銃で頭を撃ち抜いて自殺する男性の姿が、ヘミングウェイの姿と重ねられている。
2. BASEBALL KID'S ROCK
ピークを過ぎたベテランの野球選手を主人公にした楽曲。親交のある高橋慶彦（元広島〜ロッテ〜阪神）をイメージして作られた。阪神投手時代の田村勤が甲子園球場での阪神主催試合に登板する際の登場曲、川相昌弘（元巨人〜中日）が打席に入る際のテーマ曲にそれぞれ使用していた。
3. 少年の心
4. 青の時間
5. サイドシートの影
浜田が「自分では、すごくよく書けたと思っている」と語るラブソング。「愛すべき相手がいない」というラブソングである。
6. 恋は賭け事
7. 夜は優し
8. SAME OLD ROCK'N ROLL
9. 太陽の下へ
10. 詩人の鐘
バブル景気に浮かれる日本を冷静に捉えた楽曲。1998年にリメイクされ、両A面シングル「詩人の鐘/日はまた昇る」として発売された。
11. 夏の終り

## 参加ミュージシャン
THE BAND
- 浜田省吾：Vocals
- 町支寛二：Guitars & Backing Vocals
- 高橋伸之：Drums
- 関雅夫：Bass
- 古村敏比古：Saxophone & Flute
- 梁邦彦：Keyboards & Computer Programming

ADDITIONAL MUSICIANS
- 溝口肇：Cello
- 小林靖宏：Accordion
- 渡辺等：Mandolin